# Divizia 1 Cavalerie austro-ungară (1916-1918)
Divizia 1 Cavalerie austro-ungară a fost una din marile unități tactice ale Armatei Austro-Ungare, participantă la acțiunile militare de pe frontul român, în timpul Primului Război Mondial. În această perioadă, a fost comandată de generalul Eugen Ruiz de Roxas. :pp. 184-185
În campania anului 1916 împotriva României a luat parte la Lupta de laGlâmboaca-Cornățel și Prima bătălie de la Oituz. :passim